# Easton, Norfolk
Easton är en civil parish i Storbritannien.   Den ligger i grevskapet Norfolk och riksdelen England, i den sydöstra delen av landet, 150 km nordost om huvudstaden London. Antalet invånare är 1 141. Arean är 6,3 kvadratkilometer.
Terrängen i Easton är platt.